# Febe Jooris
Febe Jooris (* 4. Oktober 2004 in Astene) ist eine belgische Radsportlerin, die Rennen auf Bahn und Straße bestreitet.

## Sportlicher Werdegang
2021 wurde Febe Jooris belgische Junioren-Meisterin im Einzelzeitfahren auf der Straße, gemeinsam mit Hélène Hesters wurde sie nationale Meisterin im Zweier-Mannschaftsfahren auf der Bahn. Bei den Weltmeisterschaften im selben Jahr belegte sie Platz neun im Zeitfahren der Juniorinnen.
2022 errang Jooris bei den Junioren-Weltmeisterschaften im australischen Wollongong im Einzelzeitfahren die Bronzemedaille. Somit war sie die erste belgische Frau, die eine WM-Medaille in dieser Disziplin gewann; dafür wurde sie in ihrem Heimatort gefeiert. Bei den Junioren-Europameisterschaften 2022 gewann sie ebenfalls Bronze im Zeitfahren. Auf der Bahn belegte sie gemeinsam mit Hesters bei den Junioren-Europameisterschaften im Zweier-Mannschaftsfahren Platz drei.
2023 und 2024 wurde Jooris belgische U23-Meisterin im Einzelzeitfahren, bei der Elite wurde sie hinter Lotte Kopecky Vize-Meisterin. Im Straßenrennen der Elite wurde sie Elfte und damit U23-Meisterin. Bei den Bahnradsport-Europameisterschaften 2024 im niederländischen Apeldoorn im Januar 2024 belegte der belgische Frauen-Vierer mit Jooris, Katrijn De Clercq, Lotte Kopecky, Marith Vanhove und Sara Maes Rang fünf.

## Privates
Febe Jooris absolviert in Kortrijk eine Ausbildung in Heilpädagogik.

## Erfolge

### Straße
2021
- Belgische Junioren-Meisterin – Einzelzeitfahren

2022
- Junioren-Weltmeisterschaft – Einzelzeitfahren
- Junioren-Europameisterschaft – Einzelzeitfahren
- Belgische Junioren-Meisterin – Einzelzeitfahren

2023
- Belgische U23-Meisterin – Einzelzeitfahren

2024
- Belgische U23-Meisterin – Einzelzeitfahren
- Belgische U23-Meisterin – Straßenrennen

### Bahn
2021
- Belgische Meisterin – Zweier-Mannschaftsfahren (mit Hélène Hesters)

2022
- Junioren-Europameisterschaft – Zweier-Mannschaftsfahren (mit Hélène Hesters)